# TH1RT3EN World Tour
TH1RT3EN World Tour fue la gira mundial realizada por la banda de Thrash metal Megadeth del 2011 al 2012. En esta gira se continuó con una fórmula similar a su anterior gira, ya que no solamente continuaron las presentaciones del "Big Four", sino que también celebraron los 20 años del disco Countdown to Extinction de 1992.

## Historia
Megadeth arranca su gira en enero del 2011, mucho antes de la publicación de su nuevo disco Thirteen (que saldría en octubre), fue así como a medida que fueron pasando los meses la agrupación fue interpretando algunos temas que sonarían en el nuevo disco. Este disco sería el primero de la formación (Mustaine/Ellefson/Broderick/Drover) que se puede decir es lo más cercano a formación clásica de la banda (Mustaine/Ellefson/Friedamn/Menza).
En el año 2012 Megadeth celebraría los 20 años de su disco Countdown to Extinction de 1992, así como lo hizo con Rust in Peace en el 2010 con una serie de presentaciones donde tocarían el disco en su totalidad y que, igual que su antecesor, una de las presentaciones sería grabada para el DVD Countdown to Extinction: Live. También se destacan los 25 años del disco Peace Sells... But Who's Buying? de 1986, en donde no se tocaría el disco completo, a diferencia de los anteriores, debido a las creencias religiosas de Mustaine que le impedían cantar algunos temas del disco por la ilírica y el contenido de las canciones que significaban algo malo para Mustaine, pero que sin embargo tocarían gran parte de los temas así como la interpretación del tema "I Ain't Superstitious" nunca tocado en vivo. Con esta celebración se lanzó el box set titulado "Peace Sells... But Who's Buying (25th Anniversary Deluxe Box Set)".

## TH1RT3EN: Fechas 2011
| 14 de enero de 2011      | Anaheim           | Estados Unidos  | The Grove of Anaheim                               |
| Europa                   |                   |                 |                                                    |
| 13 de marzo de 2011      | Kiev              | Ucrania         | MVC Hall                                           |
| 15 de marzo de 2011      | Moscú             | Rusia           | Olympijskiy Stadium                                |
| 16 de marzo de 2011      | St. Petersburg    | Rusia           | SK Yubileyny                                       |
| 17 de marzo de 2011      | Helsinki          | Finlandia       | Jäähalli                                           |
| 19 de marzo de 2011      | Oslo              | Noruega         | Sentrum Scene                                      |
| 20 de marzo de 2011      | Oslo              | Noruega         | Sentrum Scene                                      |
| 21 de marzo de 2011      | Aarhus            | Dinamarca       | Scandinavian Congress Center                       |
| 23 de marzo de 2011      | Forest            | Bélgica         | Vorst Nationaal                                    |
| 24 de marzo de 2011      | Bamberg           | Alemania        | Stechert-Arena                                     |
| 26 de marzo de 2011      | París             | Francia         | Le Zénith                                          |
| 28 de marzo de 2011      | Madrid            | España          | La Riviera                                         |
| 29 de marzo de 2011      | La Coruña         | España          | Coliseum                                           |
| 30 de marzo de 2011      | Lisboa            | Portugal        | Pavilhão Atlântico                                 |
| 1 de abril de 2011       | Barcelona         | España          | Sant Jordi Club                                    |
| 3 de abril de 2011       | Roma              | Italia          | Atlantico Live                                     |
| 4 de abril de 2011       | Padua             | Italia          | Gran Teatro Geox                                   |
| 6 de abril de 2011       | Zagreb            | Croacia         | Arena Zagreb                                       |
| 7 de abril de 2011       | Vienna            | Austria         | Planet.tt Bank Austria Halle Gasometer             |
| 8 de abril de 2011       | Budapest          | Hungría         | Papp László Sportaréna                             |
| 10 de abril de 2011      | Prague            | República Checa | O2 Arena                                           |
| 11 de abril de 2011      | Łódź              | Polonia         | Atlas Arena                                        |
| 13 de abril de 2011      | Zúrich            | Suiza           | Volkshaus                                          |
| 14 de abril de 2011      | Eindhoven         | Países Bajos    | Klokgebouw                                         |
| 16 de abril de 2011      | Tel Aviv          | Israel          | Bitan 1                                            |
| Norteamérica             |                   |                 |                                                    |
| 23 de abril de 2011      | California        | Estados Unidos  | Empire Polo Club                                   |
| Europa                   |                   |                 |                                                    |
| 2 de julio de 2011       | Gelsenkirchen     | Alemania        | Veltins-Arena                                      |
| 3 de julio de 2011       | Gothenburg        | Suecia          | Ullevi Stadium (Big Four)                          |
| 4 de julio de 2011       | Hamburgo          | Alemania        | Docks                                              |
| 6 de julio de 2011       | Milan             | Italia          | Arena Concerti                                     |
| 8 de julio de 2011       | Knebworth         | Inglaterra      | Sonisphere UK                                      |
| 9 de julio de 2011       | Amnéville         | Francia         | Sonisphere France                                  |
| Norteamérica             |                   |                 |                                                    |
| 10 de julio de 2011      | Mountain View     | Estados Unidos  | Shoreline Amphitheatre                             |
| 12 de julio de 2011      | Auburn            | Estados Unidos  | White River Amphitheatre                           |
| 13 de julio de 2011      | Nampa             | Estados Unidos  | Idaho Center Amphitheater                          |
| 15 de julio de 2011      | Phoenix           | Estados Unidos  | Ashley Furniture HomeStore Pavilion                |
| 16 de julio de 2011      | Albuquerque       | Estados Unidos  | Hard Rock Casino Albuquerque Presents the Pavilion |
| 17 de julio de 2011      | Greenwood Village | Estados Unidos  | Comfort Dental Amphitheatre                        |
| 19 de julio de 2011      | Maryland Heights  | Estados Unidos  | Verizon Wireless Amphitheater                      |
| 20 de julio de 2011      | Cincinnati        | Estados Unidos  | Riverbend Music Center                             |
| 22 de julio de 2011      | Mansfield         | Estados Unidos  | Comcast Center                                     |
| 23 de julio de 2011      | Toronto           | Canadá          | Heavy TO                                           |
| 24 de julio de 2011      | Hartford          | Estados Unidos  | Comcast Theatre                                    |
| 26 de julio de 2011      | Darien Center     | Estados Unidos  | Darien Lake Performing Arts Center                 |
| 27 de julio de 2011      | Holmdel           | Estados Unidos  | PNC Bank Arts Center                               |
| 29 de julio de 2011      | Burgettstown      | Estados Unidos  | First Niagara Pavilion                             |
| 30 de julio de 2011      | Bristow           | Estados Unidos  | Jiffy Lube Live                                    |
| 31 de julio de 2011      | Camden            | Estados Unidos  | Susquehanna Bank Center                            |
| 2 de agosto de 2011      | Virginia Beach    | Estados Unidos  | Farm Bureau Live at Virginia Beach                 |
| 3 de agosto de 2011      | Raleigh           | Estados Unidos  | Time Warner Cable Music Pavilion                   |
| 5 de agosto de 2011      | Tinley Park       | Estados Unidos  | First Midwest Bank Amphitheatre                    |
| 6 de agosto de 2011      | Clarkston         | Estados Unidos  | DTE Energy Music Theatre                           |
| 7 de agosto de 2011      | Noblesville       | Estados Unidos  | Verizon Wireless Music Center                      |
| 10 de agosto de 2011     | Dallas            | Estados Unidos  | Gexa Energy Pavilion                               |
| 12 de agosto de 2011     | Atlanta           | Estados Unidos  | Aaron's Amphitheatre at Lakewood                   |
| 13 de agosto de 2011     | Tampa             | Estados Unidos  | 1-800-Ask-Gary Amphitheatre                        |
| 14 de agosto de 2011     | West Palm Beach   | Estados Unidos  | Cruzan Amphitheatre                                |
| 14 de septiembre de 2011 | The Bronx         | Estados Unidos  | Yankee Stadium (Big Four)                          |
| 31 de octubre de 2011    | Los Angels        | Estados Unidos  | Jimmy Kimmel Live                                  |
| Suramérica               |                   |                 |                                                    |
| 9 de noviembre de 2011   | Buenos Aires      | Argentina       | Estadio Cubierto Malvinas Argentinas               |
| 10 de noviembre de 2011  | Buenos Aires      | Argentina       | Estadio Cubierto Malvinas Argentinas               |
| 12 de noviembre de 2011  | Santiago          | Chile           | Maquinaria Festival Santiago                       |
| 14 de noviembre de 2011  | Paulínia          | Brasil          | SWU Festival                                       |
| Norteamérica             |                   |                 |                                                    |
| 16 de noviembre de 2011  | Ciudad de México  | México          | José Cuervo Salón                                  |
| 17 de noviembre de 2011  | Ciudad de México  | México          | José Cuervo Salón                                  |
| 19 de noviembre de 2011  | Zapopan           | México          | Hell & Heaven Metal Fest                           |
| 20 de noviembre de 2011  | Monterrey         | México          | Auditorio Banamex                                  |
| Suramérica               |                   |                 |                                                    |
| 23 de noviembre de 2011  | Bogotá            | Colombia        | Palacio de los Deportes                            |
| 25 de noviembre de 2011  | La Paz            | Bolivia         | Estadio Hernando Siles                             |
| 27 de noviembre de 2011  | Asunción          | Paraguay        | Jockey Club                                        |
| 29 de noviembre de 2011  | Envigado          | Colombia        | Polideportivo Sur                                  |
| Norteamérica             |                   |                 |                                                    |
| 1 de diciembre de 2011   | Heredia           | Costa Rica      | Estadio Eladio Rosabal Cordero                     |

## Gigantour 2012
| 26 de enero de 2012   | Camden         | Estados Unidos | Susquehanna Bank Center          |
| 27 de enero de 2012   | Uncasville     | Estados Unidos | Mohegan Sun Arena                |
| 28 de enero de 2012   | New York       | Estados Unidos | Theater at Madison Square Garden |
| 29 d junio del 2012   | Lowell         | Estados Unidos | Tsongas Center at UMass Lowell   |
| 1 de febrero de 2012  | Glens Falls    | Estados Unidos | Glens Falls Civic Center         |
| 2 de febrero de 2012  | Quebec City    | Canadá         | Colisée Pepsi                    |
| 3 de febrero de 2012  | montreal       | Canadá         | Centre Bell                      |
| 5 de febrero de 2012  | Kingston       | Canadá         | K-Rock Centre                    |
| 7 de febrero de 2012  | Oshawa         | Canadá         | General Motors Centre            |
| 8 de febrero de 2012  | Hamilton       | Canadá         | Copps Coliseum                   |
| 9 de febrero de 2012  | Auburn Hills   | Estados Unidos | The Palace of Auburn Hills       |
| 10 de febrero de 2012 | Chicago        | Estados Unidos | Aragon Ballroom                  |
| 12 de febrero de 2012 | Milwaukee      | Estados Unidos | Eagles Ballroom                  |
| 13 de febrero de 2012 | Auburn Hills   | Estados Unidos | The Palace of Auburn Hills       |
| 14 de febrero de 2012 | Maplewood      | Estados Unidos | Maplewood                        |
| 16 de febrero de 2012 | Saskatoon      | Canadá         | Prairieland Park                 |
| 17 de febrero de 2012 | Edmonton       | Canadá         | Shaw Conference Centrer          |
| 18 de febrero de 2012 | calgary        | Canadá         | Big Four Building                |
| 20 de febrero de 2012 | Abbotsford     | Canadá         | Abbotsford Centre                |
| 21 de febrero de 2012 | Kent           | Estados Unidos | ShoWare Center                   |
| 23 de febrero de 2012 | california     | Estados Unidos | Event Center Arena               |
| 24 de febrero de 2012 | Universal City | Estados Unidos | Gibson Amphitheatre              |
| 25 de febrero de 2012 | Phoenix        | Estados Unidos | Comerica Theatre                 |
| 26 de febrero de 2012 | Albuquerque    | Estados Unidos | Tingley Coliseum                 |
| 28 de febrero de 2012 | Denver         | Estados Unidos | Fillmore Auditorium              |
| 1 de marzo de 2012    | Dallas         | Estados Unidos | Palladium Ballroom               |
| 2 de marzo de 2012    | Houston        | Estados Unidos | Verizon Wireless Theater         |
| 3 de marzo de 2012    | Austin         | Estados Unidos | Live at the Moody Theater        |

## TH1RT3EN: Fechas 2012
| 22 de marzo de 2012      | Los Ángeles      | Estados Unidos     | Guitar Center                           |
| Suramérica               |                  |                    |                                         |
| 20 de abril de 2012      | São Luís         | Brasil             | Metal Open Air                          |
| Norteamérica             |                  |                    |                                         |
| 3 de mayo de 2012        | Biloxi           | Estados Unidos     | Hard Rock Live Biloxi                   |
| 4 de mayo de 2012        | Memphis          | Estados Unidos     | Beale Street Music Festival             |
| 5 de mayo de 2012        | Birmingham       | Estados Unidos     | Crawfish Boil                           |
| 6 de mayo de 2012        | Orlando          | Estados Unidos     | Hard Rock Live                          |
| 8 de mayo de 2012        | Knoxville        | Estados Unidos     | Tennessee Theatre                       |
| 9 de mayo de 2012        | Richmond         | Estados Unidos     | The National                            |
| 11 de mayo de 2012       | Holmdel          | Estados Unidos     | PNC Bank Arts Center                    |
| 12 de mayo de 2012       | Scranton         | Estados Unidos     | Toyota Pavilion at Montage Mountain     |
| 13 de mayo de 2012       | Columbia         | Estados Unidos     | Merriweather Post Pavilion              |
| 15 de mayo de 2012       | Indianapolis     | Estados Unidos     | Murat Theatre                           |
| 16 de mayo de 2012       | Pittsburgh       | Estados Unidos     | Stage AE                                |
| 18 de mayo de 2012       | Grand Rapids     | Estados Unidos     | The DeltaPlex Arena & Conference Center |
| 19 de mayo de 2012       | Maryland Heights | Estados Unidos     | KPNT 105.7 Pointfest 30                 |
| 20 de mayo de 2012       | Columbus         | Estados Unidos     | Rock on the Range                       |
| 22 de mayo de 2012       | La Crosse        | Estados Unidos     | La Crosse Center                        |
| 24 de mayo de 2012       | Sioux City       | Estados Unidos     | Tyson Events Center                     |
| 25 de mayo de 2012       | Park City        | Estados Unidos     | Hartman Arena                           |
| 26 de mayo de 2012       | Pryor            | Estados Unidos     | Rocklahoma                              |
| Europa                   |                  |                    |                                         |
| 31 de mayo de 2012       | Dessau           | Alemania           | Metalfest Open Air East Germany         |
| 1 de junio de 2012       | Jaworzno         | Polonia            | Metalfest Open Air Poland               |
| 2 de junio de 2012       | Mining           | Austria            | Metalfest Open Air Austria              |
| 3 de junio de 2012       | Ljubljana        | Eslovenia          | Kino Šiška                              |
| 5 de junio de 2012       | Zadar            | Croacia            | Metalfest Open Air Croatia              |
| 6 de junio de 2012       | Milan            | Italia             | Metalfest Italy                         |
| 7 de junio de 2012       | St. Goarshausen  | Alemania           | Metalfest Open Air West Germany         |
| 8 de junio de 2012       | Plzeň            | República Checa    | Metalfest Czech Republic                |
| 10 de junio de 2012      | Castle Donington | Inglaterra         | Download Festival                       |
| 12 de junio de 2012      | Londres          | Inglaterra         | Electric Ballroom                       |
| 13 de junio de 2012      | Luxemburgo       | Luxemburgo         | Den Atelier                             |
| 14 de junio de 2012      | Heerlen          | Países Bajos       | Parkstad Limburg Theaters               |
| 15 de junio de 2012      | Clisson          | Francia            | Hellfest                                |
| 17 de junio de 2012      | Bucharest        | Rumania            | OST Fest                                |
| 19 de junio de 2012      | Estambul         | Turquía            | Hi-Voltage                              |
| 20 de junio de 2012      | Athenas          | Grecia             | Entertainment Stage                     |
| 22 de junio de 2012      | Lausanne         | Suiza              | Les Docks                               |
| 23 de junio de 2012      | Dessel           | Bélgica            | Graspop Metal Meeting                   |
| 25 de junio de 2012      | Moscú            | Rusia              | Stadium Live                            |
| 27 de junio de 2012      | Vilnius          | Lituania           | Vilniaus Teatro Arena                   |
| 28 de junio de 2012      | Tallinn          | Estonia            | Rock Cafe                               |
| 29 de junio de 2012      | Helsinki         | Finlandia          | Tuska                                   |
| Asia                     |                  |                    |                                         |
| 29 de julio de 2012      | Pasay City       | Filipinas          | World Trade Center                      |
| 1 de agosto de 2012      | Bangkok          | Tailandia          | MoonStar Studio 8                       |
| 5 de agosto de 2012      | Taipéi           | República de China | ATT Showbox                             |
| 7 de agosto de 2012      | Singapur         | Singapur           | Fort Canning Park                       |
| Suramérica               |                  |                    |                                         |
| 2 de septiembre de 2012  | Bogotá           | Colombia           | Royal Center                            |
| 5 de septiembre de 2012  | São Paulo        | Brasil             | Via Funchal                             |
| 7 de septiembre de 2012  | Santiago         | Chile              | Teatro Caupolicán                       |
| 8 de septiembre de 2012  | Santiago         | Chile              | Teatro Caupolicán                       |
| 10 de septiembre de 2012 | Montevideo       | Uruguay            | Teatro de Verano Ramón Collazo          |
| 13 de septiembre de 2012 | Buenos Aires     | Argentina          | Estadio Cubierto Malvinas Argentinas    |
| 14 de septiembre de 2012 | Buenos Aires     | Argentina          | Estadio Cubierto Malvinas Argentinas    |
| 16 de septiembre de 2012 | Córdoba          | Argentina          | Orfeo Superdomo                         |
| Norteamérica             |                  |                    |                                         |
| 19 de septiembre de 2012 | Ciudad de México | México             | Pepsi Center WTC                        |
| 20 de septiembre de 2012 | Ciudad de México | México             | Pepsi Center WTC                        |
| 21 de septiembre de 2012 | Zapopan          | México             | Auditorio Telmex                        |
| Asia                     |                  |                    |                                         |
| 14 de octubre de 2012    | Okhla            | India              | NH7 Weekender                           |
| 18 de octubre de 2012    | Dubái            | EAU                | Gulf Bike Festival                      |

## Countdown to Extinction 20th anniversary Tour
| 9 de noviembre de 2012  | Providence         | Estados Unidos | Lupo's Heartbreak Hotel             |
| 10 de noviembre de 2012 | Huntington         | Estados Unidos | The Paramount                       |
| 11 de noviembre de 2012 | Worcester          | Estados Unidos | The Palladium                       |
| 13 de noviembre de 2012 | Wallingford        | Estados Unidos | Toyota Presents the Oakdale Theatre |
| 14 de noviembre de 2012 | New York           | Estados Unidos | Best Buy Theater                    |
| 16 de noviembre de 2012 | Atlantic City      | Estados Unidos | House of Blues                      |
| 17 de noviembre de 2012 | Niagara Falls      | Estados Unidos | Rapids Theatre                      |
| 19 de noviembre de 2012 | Stroudsburg        | Estados Unidos | Sherman Theater                     |
| 20 de noviembre de 2012 | Columbus           | Estados Unidos | Lifestyle Communities Pavilion      |
| 24 de noviembre de 2012 | North Myrtle Beach | Estados Unidos | House of Blues                      |
| 25 de noviembre de 2012 | Charlotte          | Estados Unidos | The Fillmore                        |
| 26 de noviembre de 2012 | Atlanta            | Estados Unidos | Tabernacle                          |
| 28 de noviembre de 2012 | Kansas City        | Estados Unidos | Eagles Ballroom                     |
| 1 de diciembre de 2012  | Magna              | Estados Unidos | Saltair                             |
| 2 de diciembre de 2012  | Boise              | Estados Unidos | Knitting Factory                    |
| 4 de diciembre de 2012  | Reno               | Estados Unidos | Grand Sierra Theatre                |
| 6 de diciembre de 2012  | Las Vegas          | Estados Unidos | House of Blues                      |
| 7 de diciembre de 2012  | Pomona             | Estados Unidos | Fox Theater Pomona                  |
| 8 de diciembre de 2012  | Tempe              | Estados Unidos | Marquee Theatre                     |

## Canciones tocadas en la gira
De  Peace Sells... But Who's Buying?:
- "Wake Up Dead"
- "Peace Sells"
- "I Ain't Superstitious"
- "Devils Island"

De  So Far, So Good... So What!:
- "In My Darkest Hour"
- " Set the World Afire"
- "Hook in Mouth"

De  Rust in Peace:
- "Holy Wars the Punishment Due"
- "Hangar 18"
- "Poison Was the Cure"

De  Countdown to Extinction:
- "Skin o' My Teeth"
- "Symphony of Destruction"
- "Architecture of Aggression"
- "Sweating Bullets"
- "This Was My Life"
- "Countdown to Extinction"
- "Foreclosure of a Dream"
- "High Speed Dirt"
- "Psychotron"
- "Captive Honour"
- "Ashes in Your Mouth"

De  Cryptic Writings:
- "She-Wolf"
- "Trust"

De  United Abominations:
- "A Tout Le Monde Set Me Free"

De  Endgame:
- "Head Crusher"

De  Thirteen:
- "Public Enemy No 1"
- "Whose Life Is (It Anyways)"
- "Never Dead"
- "Guns, Drugs, & Money"

## Personal
- Dave Mustaine: Guitarra, Voz
- Chris Broderick: Guitarra, Coros
- David Ellefson: Bajo, Coros
- Shawn Drover: Batería, Coros

## Páginas externas
- Wed Oficial

- Datos: Q6808349